# 斎藤報恩会
斎藤報恩会（さいとうほうおんかい）は、かつて宮城県仙台市青葉区に所在し、学術研究助成、博物館の経営事業を営んでいた一般財団法人。東北三大地主と称された資産家の斎藤善右衛門の出資により発足したが、私財を投じて学術振興を行った事業内容は先進的であった。

## 概要
斎藤報恩会は、大学に対して研究助成を行うことを事業内容としていた。設立当時このような研究教育振興を目的とする財団法人の設立は前代未聞で、後に続く同様の財団設立の先駆けとなった。また、財務基盤は潤沢で、出資金300万円は2010年（平成22年）現在の価値で二百数十億円に相当し、当時年率7%と見込まれた運用利回りから得られる活動資金は、文部省の研究奨励金と比肩し得るものであった。
研究助成の方針は資金の投下に対する効果・効率性に重点を置いており、題材として大きなテーマを狙い、共同プロジェクトとなるようなものを推進すること、未知のシーズの探究ではなく既存の有望な研究題材を完成させることとした。
戦前は大規模研究や研究所設立のための施設整備など、本財団の研究助成金の貢献は大きなものがあった。しかし戦後の新円切り替えによる通貨価値の減少、高度経済成長に伴うインフレやバブル景気後の低金利などの経済情勢による基金の目減り、資産運用難により、研究助成、博物館事業とも年々活動を縮小していき、2015年9月2日の評議員会で解散を決議、同年9月末で解散した。解散時に所蔵していた資料は仙台市および東北大学に寄贈された。

## 沿革
農地改革前は、山形県・庄内平野の酒田本間家に次いで全国第2位の地主といわれた、宮城県・仙台平野（仙北平野）の斎藤家（北緯38度30分22.6秒 東経141度11分35.7秒 / 北緯38.506278度 東経141.193250度）は、桃生郡前谷地村（現・石巻市）に田畑約1500haを所有する大地主であった。その第9代当主である斎藤善右衛門（1854年 - 1925年）は、資産家であると同時に実業家として酒造業や質屋を営んでいたが、1889年(明治22年)までに事業を金穀貸付業に転換し、その後明治40年代(1907年～)には投資会社に転換して、電気事業、鉱業、北洋漁業などに進出している。1910年（明治43年）には投資会社である斎藤株式会社を設立する。この間1892年（明治25年）に第2回衆議院議員総選挙で当選して代議士となるが、事業との両立がならず3年で辞職する。1924年（大正13年）には小作争議に対応して自らの資産の土地を信託する仙台信託株式会社を設立している。
斎藤は幼くして仙台藩校養賢堂に学び、とりわけ郷土の発展や地元における学問研究の発展を願っていた。また、福澤諭吉の著書を愛読していたという。斎藤は「財産は神仏よりの供託物にして私有物に非ず」との信念を持ち、晩年1919年（大正8年）頃より公益事業に私財を注ぎ込むようになる。斎藤報恩会が設立されたのはその様な流れの中の事であった。同財団の設立に当たって新たに事業を起こす際は全国の識者に意見を聴き、東北帝国大学総長の井上仁吉、小川正孝らに相談し、財団法人の設置を決めた。
財団法人斎藤報恩会の設立については、文部、大蔵、内務をはじめ全省庁の許認可が必要であり、斎藤が連日役所に日参した結果、ようやく実現した。認可が難しかったのは、斎藤報恩会の事業目的が学術研究助成金の交付であること、また研究部門をもつ財団法人は当時の日本では前代未聞であったからだという。設立認可は1923年（大正12年）2月20日で、私財300万円を拠出した。
初期の事務所は仙台市東二番丁85番地に置かれ、「東北地方特に仙台市を中心として、特定の学術研究所の設立及一般学術の研究に必要なる設備並に研究費の補助。産業発達に必要なる施設。国民思想の啓発善導及国家観念の涵養。其の他社会の幸福増進に必要なる施設等」の事業を行うことが設立目的とされた。斎藤報恩会は、学術研究助成を行うことを事業目的とする日本の財団法人の嚆矢となり、後に設立される三井報恩会、服部報公会等にも影響を与えたとされる。
財団の運営にはアメリカ合衆国のウィスター研究所から東北帝国大学理学部生物学科に着任したばかりの畑井新喜司教授が現職のまま迎えられ、斎藤報恩会の学術研究総務部長を兼務した。
多くの研究活動が本財団の支援を受けたが、その中には東北帝国大学工学部電気工学科の八木秀次、抜山平一、千葉茂太郎が「電気を利用する通信法の研究」で昭和9年度までに合計22万5千円の補助金を受け、これにより八木・宇田アンテナや真空管による高周波利用等の研究が推進される大きな原動力となった。
戦後は戦後の新円切り替え、インフレによる基金の資産価値の目減りにより研究助成の規模を縮小した。一方で基金以外の収益源を求めて仙台市青葉区本町2丁目の財団所有の博物館、財団事務室の所在するビルで会議室、ホールを時間貸しする貸しビル業を営んだ。しかしバブル崩壊後に続く低金利による運用難の影響もあり、2006年には土地、建物を売却して賃貸で営業を継続するものの、2009年3月には同地から撤退し、2009年秋に仙台市青葉区大町二丁目に移転し、ついに2015年9月に財団解散に至った。

## 自然史博物館
1933年（昭和8年）10月、斎藤報恩会は斎藤報恩会博物館（小倉強設計）を開館した。これは東京の国立科学博物館に次ぐ歴史を持っていた。所蔵品は、貝類や魚類の化石標本、ナウマン象骨格、鳥類の剥製など約10万点。
1945年（昭和20年）7月10日の仙台空襲で被災して休館したが、戦後占領期の1948年（昭和23年）5月27日、1階および2階を「仙台CIE図書館」に貸与して賃料収入を得るようになると事務所を再開した。1950年（昭和25年）には英文の博物館論文集を発行、1951年（昭和26年）からは学術研究助成事業を再開し、同年には宮城県から博物館として認可された。
1952年（昭和27年）4月28日のサンフランシスコ講和条約発効により占領が終わると「仙台CIE図書館」は廃止となるが、引き継いだアメリカ合衆国国務省が運営する「仙台アメリカ文化センター」になった。1953年（昭和28年）からは報恩会が3階で自然史に関する展示を再開。1968年（昭和43年）に「仙台アメリカ文化センター」が東二番丁の長銀ビルに移転すると、替わって1969年（昭和44年）2月には館内に「仙台美術館」が開館した。
1973年（昭和48年）、報恩会50周年を機に建て替えすることとなり、「仙台美術館」が同年に完成した一番町の河北ビルに移転、博物館は解体された。1975年（昭和50年）、仙台駅前の仙台セントラルホテルが当館の隣接地に新築・移転してホテル仙台プラザとなり、1976年（昭和51年）11月には斎藤報恩会館（北緯38度15分57.3秒 東経140度52分25.6秒 / 北緯38.265917度 東経140.873778度）が開館した。館内は財団事務所、自然史博物館、貸会議室などで構成され、博物館は「斎藤報恩会自然史博物館」に改称された。
2006年（平成18年）、経営状況の悪化によって同館の土地・建物を売却した。その後も同館を賃借して営業を続けてきたが、2009年（平成21年）3月に自然史博物館を閉館し、財団事務所を移転した。この移転の準備のため、自然史博物館の所蔵品は国立科学博物館に寄贈した。
2009年度（平成21年度）秋、西公園に面する仙台市青葉区大町2丁目（北緯38度15分38.5秒 東経140度51分48.7秒 / 北緯38.260694度 東経140.863528度）に財団事務所を移転し、同所に「ポケットミュージアム斎藤報恩会博物館」を開館した。
2015年（平成27年）3月末をもって、ポケットミュージアム斎藤報恩会博物館を閉館。所蔵資料は仙台市に寄贈された。